# District de Qingpu (Shanghai)
Pour les articles homonymes, voir Qingpu.
Le district de Qingpu (青浦区 ; pinyin : Qīngpǔ Qū) est une subdivision de la municipalité de Shanghai en Chine.

## Démographie
La population du district était de 1 081 000 habitants en 2010.

## Réseau routier
La route nationale chinoise 318 (ou G318), d'une longueur de 5 476 kilomètres, qui relie Shanghai à la frontière népalaise traverse le district.[réf. nécessaire]

## Architecture
Le district de Qingpu est connu pour rechercher des architectes jeunes et soucieux de renouveler la manière de construire pour favoriser un développement urbain de qualité. Le jardin d'enfant Xiayu (下雨), construit en 2004, est par exemple une bonne illustration du renouveau de la pensée chinoise.
- Zhujiajiao est une ville d'eau traditionnelle dans de district de Qingpu.